# لسترشر
لسترشر (به انگلیسی: Leicestershire) یکی از شهرستان کشور انگلستان است که در ناحیه میدلند شرقی قرار دارد.
این شهرستان در سال ۲۰۱۱ میلادی ۹۸۰٬۸۰۰ نفر جمعیت داشته و مرکز آن شهر گلنفیلد است.

## بخش‌ها
1. بورو آف چارنوود
2. بورو آف ملتون
3. هاربورو
4. اودبای و ویگستون
5. بخش بلابی
6. هینکلی و بوسوورث
7. شمال غربی لسترشایر
8. لستر